# Esophyllas vetteri
Espèce
Esophyllas vetteri est une espèce d'araignées aranéomorphes de la famille des Linyphiidae.

## Distribution
Cette espèce est endémique de Californie aux États-Unis,. Elle se rencontre dans les comtés de San Diego, de Riverside et de San Bernardino entre 1 207 et 2 055 m d'altitude.

## Description
Le mâle holotype mesure 1,2 mm et la femelle paratype 1,4 mm. Les mâles mesurent de 1,10 à 1,25 mm et les femelles de 1,15 à 1,60 mm.

## Étymologie
Cette espèce est nommée en l'honneur de Richard S. Vetter.

## Publication originale
- Prentice & Redak, 2012 : Esophyllas, a new genus of erigonine spiders from southern California (Araneae: Linyphiidae: Erigoninae). Zootaxa, no 3265, p. 1-21.